# 海岛大区 (赤道几内亚)

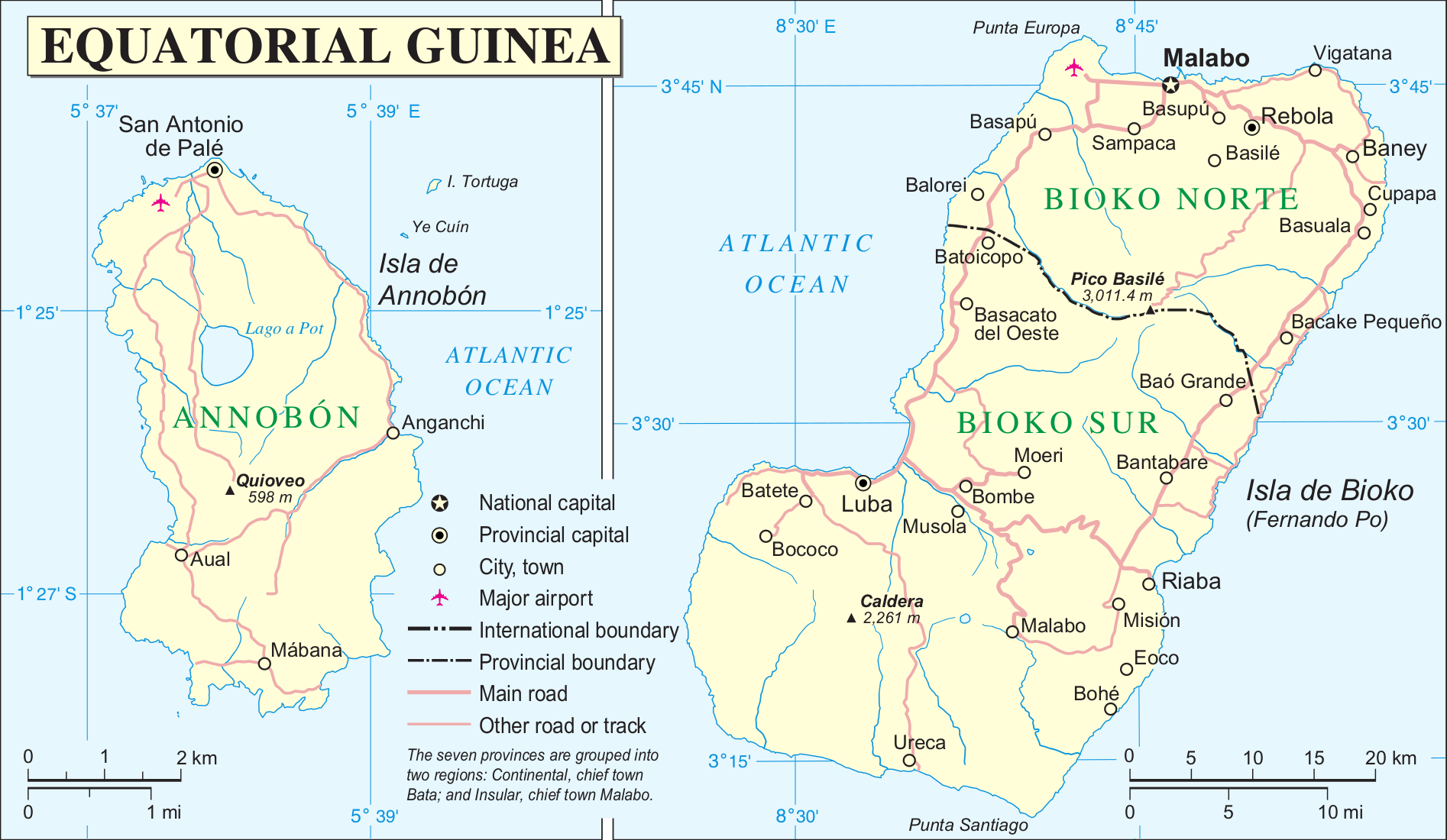
安诺本岛和比奥科岛地图

海岛大区（西班牙語：Región Insular）是赤道几内亚的两个大区之一，由以下兩個島嶼组成：
- 比奥科岛（前西班牙殖民地费尔南多波岛）
- 安诺本岛（包括前西班牙殖民地埃洛贝、安诺本和科里斯科）